# Boeing X-45

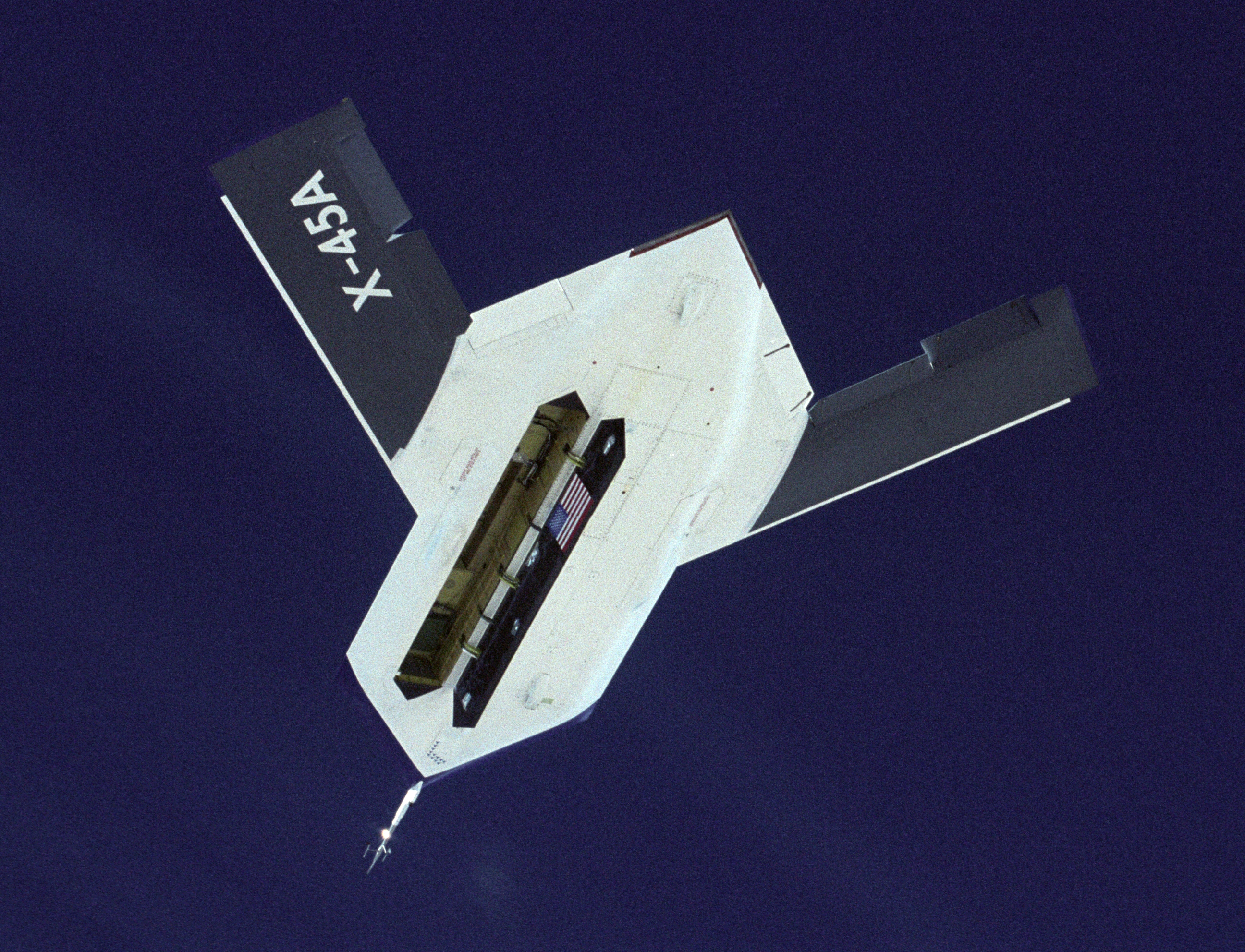
X-45A вид знизу, відкритий бомбовий відсік

Boeing X-45 — експериментальний багатоцільовий ДПЛА. Перший політ виконав у 2002 році. У ході першого вильоту тривалістю 14 хвилин була досягнута висота 2500 м і швидкість 360 км на годину. X-45A злетів з авіабази ВПС США Едвардс (Каліфорнія) і приземлився в дослідницькому центрі НАСА ім. Армстронга. Побудовано дві моделі Х-45А. Останні польоти цих апаратів були здійснені в 2005 році, після яких ДКЛА були передані в музеї.
Пентагон планує використовувати системи, створені на базі X-45, для вирішення двох завдань:
- придушення системи протиповітряної оборони (як кажуть у США, завдання першого дня війни);
- ударів по цілях, прикритих сильною ППО.

В обох випадках планується використовувати безпілотники для негайних дій на віддалених ТВД (заданий час розгортання системи на будь-якому аеродромі планети — 32 години, готовність до зльоту після перекидання — 75 хвилин).

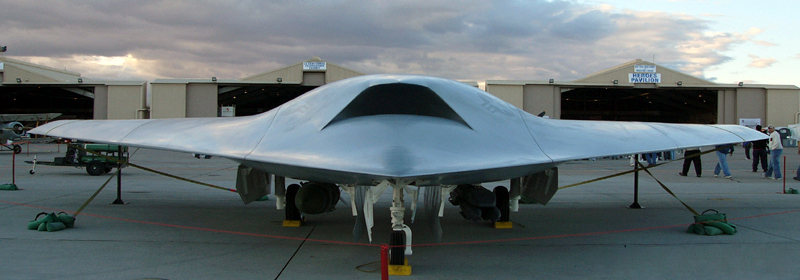
Новітній X-45C

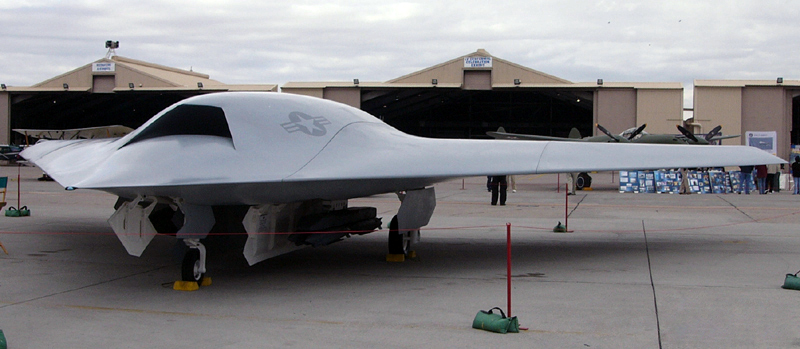
X-45C, вид збоку

Перший з трьох запланованих X-45C літаків планувалося завершити в 2006 році, з можливостями демонстрації, наміченої на початок 2007 року. Програма X-45C отримала $ 767 млн від DARPA в жовтні 2004 року на будівництво та випробування трьох літаків. Станом на 2 березня 2006 року ВПС США ухвалило рішення не продовжувати проєкт X-45.